# 2024 au Liban
Chronologie du Liban
- 2020
- 2021
- 2022
- 2023
- 2024
- 2025
- 2026
- 2027
- 2028

Cet article présente les faits marquants de l'année 2024 au Liban ou concernant ce pays.

## Évènements
- 2 janvier : L'assassinat de Saleh al-Arouri, chef adjoint du bureau politique du Hamas et l'un des architectes de l'attaque du 7 octobre contre Israël, a lieu dans le quartier Dahieh de la banlieue sud Beyrouth, au Liban[1]. La frappe de drone tue également six autres personnes, dont Samir Findi Abu Amer et Azzam al-Aqraa Abu Ammar, autres membres de haut rang du Hamas[2],[3].
- 17 et 18 septembre : explosions de bipeurs et de talkies-walkies au Liban. Ce sont des attaques perpétrées par Israël qui ont consisté à faire exploser de manière simultanée plusieurs milliers de bipeurs et de talkies-walkies utilisés notamment par le Hezbollah — qui serait la cible — mais aussi par des civils, au Liban principalement, et dans une plus faible mesure en Syrie. Les explosions de bipeurs le 17 septembre ont fait près de 12 morts et 2 800 blessés. Le 18 septembre 2024, ce sont des talkies-walkies qui explosent, faisant au moins 25 morts et plus de 450 blessés. En tout 42 personnes ont été tuées, dont 12 civils, et près de 3 500 blessées[4].
- 20 septembre : frappe israélienne dans la banlieue sud de Beyrouth. Il s'agit d'un raid aérien qui tue 77 personnes, dont Ibrahim Aqil, 15 autres membres du Hezbollah et au moins 61 civils, dont une majorité de femmes et d'enfants[5],[6]. Des familles entières sont décimées[7]. 68 personnes sont blessées[8]. 20 personnes sont toujours portées disparues au 21 septembre 2024[9]. Deux immeubles ont été détruits, ensevelissant les miliciens et les familles qui habitaient les lieux[10].
- 29 septembre : Frappe israélienne sur Aïn el-Delb, près de Saïda (Sidon) qui fait 71 morts[11] et 60 blessés dans un immeuble résidentiel qui s'est effondré sur ses habitants. La présence d'une cible présumée n'a pas été confirmée. Il n'y a pas eu d'ordre d'évacuation préalable selon le Guardian. Il s'agit d'une des frappes israéliennes les plus meurtrières de la guerre entre Israël et le Hezbollah de 2023-2024.

## Sport
- Le Liban participe aux Jeux olympiques de 2024 à Paris. Il s'agit de sa 19e participation à des Jeux olympiques d'été. Le nageur Simon Douelhy et la taekwondoïste Laetitia Aoun (en) sont les porte-drapeaux de la délégation libanaise[12].
- Le Liban participe aux Jeux paralympiques d'été de 2024 à Paris. Il est représenté par un athlète. Il s'agit de la 5e participation du Liban aux Jeux paralympiques d'été[13].
- Championnat du Liban de football 2023-2024 : le Nejmeh SC remporte le titre pour la 9ème fois.